# 四塩化二ホウ素
四塩化二ホウ素（しえんかにホウそ、Diboron tetrachloride）は、化学式B2Cl4の化合物である。無色の液体である。

## 合成
近代的な合成法では、銅を用いて三塩化ホウ素を脱塩素化する。
また、低温下で三塩化ホウ素に放電することでも作ることができる。
BCl3 → BCl2 + Cl
Cl + Hg (電極) → HgCl or HgCl2
2 BCl2 → B2Cl4

## 反応
有機ホウ素化合物合成のための試薬として用いられる。例えば、エチレンと次のように反応する。
CH2=CH2 + B2Cl4 → Cl2B–CH2–CH2–BCl2
また、室温で急速に水素を吸収する。
3 B2Cl4 + 3 H2 → B2H6 + 4 BCl3